# Yokosuka E14Y
Lo Yokosuka E14Y (零式小型水上偵察機? Idrovolante da ricognizione leggero Tipo 0, Modello 11, nome in codice alleato Glen) era un idroricognitore monomotore ad ala bassa a scarponi sviluppato dall'ufficio di progettazione giapponese Kūgishō, il Primo arsenale tecnico aeronavale di Yokosuka, prodotto dall'azienda aeronautica Watanabe Tekkōsho KK negli anni quaranta ed impiegato dalla Dai-Nippon Teikoku Kaigun Kōkū Hombu, la componente aerea della Marina imperiale giapponese, durante le fasi della seconda guerra mondiale.
Era caratterizzato da alcune particolarità tecniche tra cui le ridotte dimensioni necessarie per impiegarlo come idrovolante di supporto ai sommergibili.

## Storia del progetto
Negli anni trenta la marina Imperiale giapponese ritenne necessario dotarsi di una flotta di sottomarini dotati di hangar per equipaggiarli di idrovolanti da ricognizione. Questa soluzione permetteva di poter effettuare dei rilevamenti in prossimità del territorio nemico senza che questo potesse essere facilmente rilevato e quindi con un vantaggio tattico notevole.
Per poter effettuare questo sviluppo vennero modificati alcuni esemplari di sottomarino e venne emessa una specifica, indicata come 12-Shi, per la fornitura di un nuovo mezzo aereo che avesse dimensioni ridotte e parti che potessero essere staccate e riattaccate nel giro di 10 minuti. Per il progetto venne contattato il Primo arsenale tecnico aeronavale di Yokosuka, una struttura gestita dalla Marina che aveva il compito di studiare e realizzare innovazioni tecnologiche sia in campo navale che aeronavale, dove venne disegnato dall'ingegnere Mitsuo Yamada.
Il prototipo venne completato nel 1939 ed avviato a valutazione comparativa con un Watanabe E14W1, tuttavia le prove di volo rivelarono che il modello presentava dei problemi di stabilità e un raggio d'azione inferiore alle aspettative. Venne avviato quindi un ulteriore sviluppo al fine di correggere questi problemi che vennero risolti nel 1940 modificando tra l'altro l'impennaggio ed applicando una deriva supplementare nella parte inferiore della fusoliera. Passato nuovamente al vaglio il prototipo modificato soddisfece la commissione la quale ne autorizzò la fornitura.
La produzione venne assegnata alla Watanabe Tekkōsho che realizzò i 125 esemplari di serie nei propri stabilimenti di Fukuoka tra il 1941 ed il 1943. Il velivolo, nonostante i miglioramenti, presentava una velocità massima di soli 246 km/h che avrebbe costretto l'equipaggio ad effettuare delle missioni di ricognizione in condizioni di visibilità non ottimali, all'alba ed al crepuscolo, in modo da essere meno facilmente individuati dalle forze nemiche. A questo scopo i modelli vennero dipinti con una livrea scura.

## Tecnica

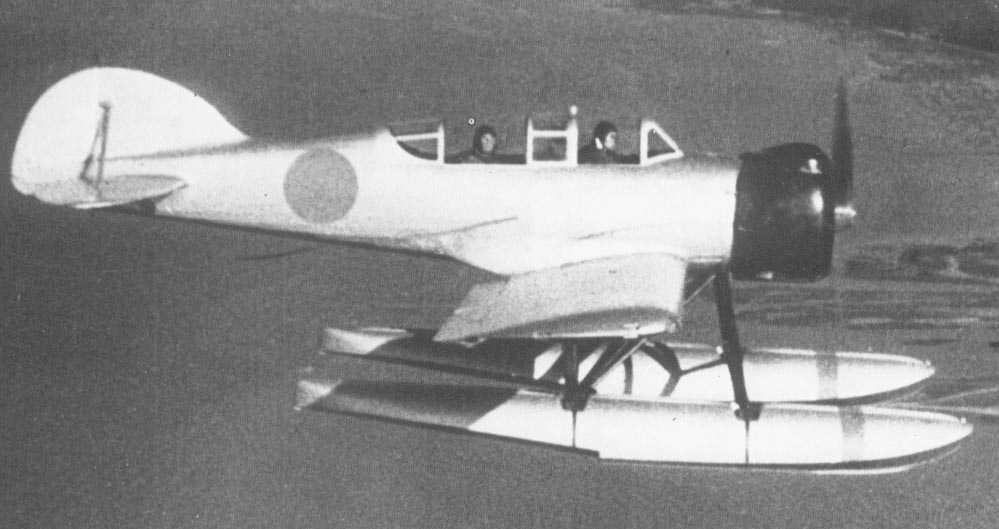
Un Yokosuka E14Y-2 in volo; notare il diverso disegno della cappottatura e dell'impennaggio.

Lo Yokosuka E14Y era un velivolo di dimensioni contenute e dall'aspetto tradizionale; idrovolante monomotore monoplano ad ala bassa con configurazione a scarponi. Al fine di poterlo ricoverare velocemente nell'apposito hangar cilindrico, applicato ai sommergibili ai quali era stato destinato, le ali, il timone, i piani orizzontali, i galleggianti ed il castello tubolare che li collegava alla carlinga erano facilmente staccabili permettendo così al sommergibile di rimanere in emersione, e quindi più vulnerabile ad eventuale avvistamento ed attacco nemico, per un tempo ridotto.
La fusoliera, realizzata in tecnica mista, con una struttura in tubi d'acciaio ricoperta da tela, pannelli di legno e metallo in lega leggera Era caratterizzata dalla presenza di un lungo abitacolo chiuso da un tettuccio vetrato, apribile a scorrimento, per i due posti in tandem l'anteriore per il pilota e il posteriore per l'osservatore. Posteriormente terminava in un impennaggio tradizionale caratterizzata da una grande deriva di forma semicircolare collegata ai piani orizzontali da un tirante obliquo superiore.
L'ala, a pianta rettangolare e realizzata con centine in legno, longheroni in lega leggera e ricoperta di tela, era montata bassa, separabile velocemente in due semiali e caratterizzata da una coppia di alettoni montati esterni al bordo d'uscita alare.
I galleggianti erano di costruzione metallica, collegati alla parte inferiore di fusoliera ed ali da un castello tubolare removibile.
La propulsione era affidata ad un motore Hitachi Tempu 12, un radiale 9 cilindri disposti a singola stella e raffreddato ad aria, in grado di erogare una potenza al decollo pari a 340 hp (253,5 kW), posizionato sul muso e racchiuso da una cappottatura bugnata, in corrispondenza delle teste, soluzione votata alla ricerca della miglior penetrazione aerodinamica possibile.

## Impiego operativo

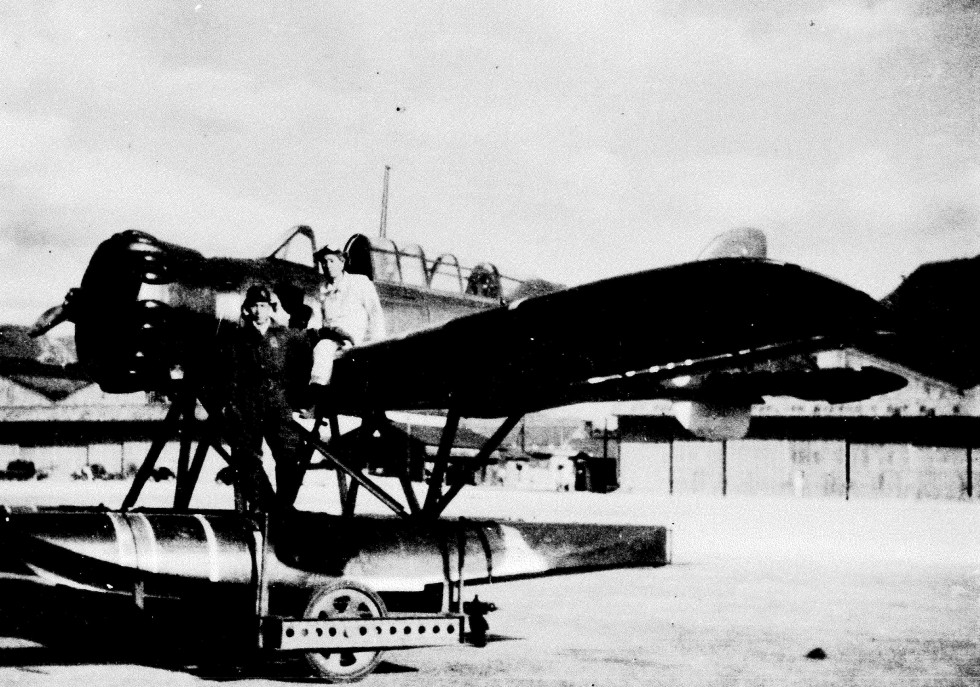
Nobuo Fujita (in piedi) con il suo Yokosuka E14Y.

Lo Yokosuka E14Y venne largamente utilizzato a bordo dei sommergibili della Marina Imperiale di classe I-7, I-9 ed I-15. Il modello venne impiegato in ambito operativo per la prima volta il 17 dicembre 1941, trasportato nei pressi di Pearl Harbor dal sottomarino I-7 per eseguire una missione di ricognizione aerea a bassa quota e riferire dei danni inflitti durante l'attacco alle forze aeronavali statunitensi di dieci giorni prima.
Le missioni a cui era destinato erano di ricognizione nel teatro bellico dell'Oceano Pacifico arrivando nei pressi dei territori nemici tra cui Australia, Nuova Zelanda e le Isole Aleutine.
La sua più famosa impresa bellica fu comunque legata all'unica incursione giapponese sul territorio continentale statunitense. Il sommergibile I-25 si avvicinò al largo delle coste occidentali degli Stati Uniti il 9 settembre 1942, nei pressi di Cape Blanco, in Oregon. Ai comandi dell'equipaggio, formato dall'ufficiale pilota Nobuo Fujita e dall'osservatore Shoji Okuda, ed equipaggiato con quattro bombe incendiarie al fosforo da 76 kg ciascuna, si alzò in volo dirigendosi verso l'entroterra ed inoltrandosi nel territorio per 50 miglia. L'azione bellica fu volta al lancio di volantini propagandistici e ad un'azione dimostrativa consistente nell'incendio di una zona boschiva. A questa prima incursione ne seguì una seconda con gli stessi obiettivi, anche questa portata a buon fine. Pur non avendo arrecato gravi danni, l'iniziativa giapponese ebbe un importante impatto psicologico nella popolazione statunitense che, per la prima volta nella sua storia, vide concretizzarsi un attacco sul proprio suolo e rendendosi conto che anche lo storico territorio dei 48 stati statunitensi era diventato violabile.

## Versioni
E14Y1
prima versione prodotta in serie, designazione della marina imperiale Tipo 0, Modello 11.
E14Y2
sviluppo dell'E14Y1, designazione della marina imperiale Tipo 0, Modello 21, caratterizzato da un nuovo impianto motore, un Hitachi Tempu modello 12 da 480 CV nominali.

## Utilizzatori
Giappone
- Dai-Nippon Teikoku Kaigun Kōkū Hombu

### Annotazioni
1. ↑  La bibliografia anglofona, diventata poi internazionalmente riconosciuta, attribuisce spesso come costruttore l'arsenale navale della Marina imperiale giapponese presso Yokosuka mentre la bibliografia giapponese cita il Kūgishō (空技廠) come contrazione del termine "Kōkū Gijutsu-shō".

### Fonti
1. 1 2 3  Francillon 1970, p. 453.
2. ↑  (EN) Randy Wilson, Japanese Aircraft Designations 1939-1945, su Randy Wilson's Aviation History Page, http://rwebs.net/avhistory, 10 marzo 2009. URL consultato il 4 giugno 2009.
3. 1 2 3  Francillon 1970, p. 451.
4. 1 2  Joao Paulo Julião Matsuura. Yokosuka E14Y in WWII Imperial Japanese Naval Aviation Page.
5. 1 2  空技廠 零式小型水上偵察機 in Ｋｅｙのミリタリーなページ.

### Pubblicazioni
- Surviving Glens Discovered at Kwajalein, in Aviation History, novembre 2008.